# 江陰海戰
江陰海戰，又稱江阴保卫战，是中國抗日戰爭中的一部分，发生于江蘇省江阴附近的长江江面。海戰從1937年8月16日开始，至同年12月2日國民革命軍失守江阴後結束。該次海戰是抗日戰爭期间唯一一次海军战役。經此戰中華民國海軍失去全部主力舰只。

## 詳情
1937年盧溝橋事变后，为阻止日本海军沿长江西进首都南京，海军部长陈绍宽决定在江阴长江江面建立堵塞线，並調集大部分军舰驶入长江。7月27日，行政院簡任秘书黄濬泄露国府情报予日军。日本海军战舰先期退出长江。
8月12日，宁海号轻巡洋舰、平海号轻巡洋舰及逸仙号轻巡洋舰、应瑞号巡洋舰等驶向指定位置。另有20艘商船和通济、大同等8艘旧舰艇以及海圻号等4艘旧巡洋舰在長江江中灌水自沉阻絕長江航道，另有3艘商船，8艘趸船以及装满石子的185只木帆船填补堵塞线豁口。
8月16日开始，日本戰機開始空襲江陰江面。8月22日，一架日軍戰機被平海号轻巡洋舰击落。这是抗日戰爭中華民国海军擊落的第一架日軍戰機。
9月下旬，日本海军增派舰只70多艘、飞机300多架和战斗人员10万人進攻江陰。9月22日和23日，日本出動80架以上飞机轟炸平海号轻巡洋舰，70架次飞机轟炸宁海号轻巡洋舰。後宁海号和平海号均被日軍擊沉。此外逸仙、建康、楚有、青天、邀日、江元、仁胜、崇宁等中華民國海軍軍艦陸續被擊沉。而日軍方面，出云号装甲巡洋舰受创，30多架戰機遭到中華民國方面擊落。
11月25日，日本中国方面舰队司令长谷川清下令準備突破江阴堵塞线。
12月1日，日本大本营发布中国方面舰队应与大日本帝國陸軍协力攻略南京的大海令。同日，日本海军舰队陆续集结到浒浦口及江阴东北江面。12月2日，日本海军舰队开始江阴下游江面的扫海作业。12月3日凌晨，大日本帝國陸軍攻占除巫山外江阴要塞各炮台。12月4日至6日，大日本帝國海軍派出联合陆战队登陆江阴要塞附近江岸，并占领长山。